# Béatrice du Han de Martigny
Béatrice du Han de Martigny, markiezin van Meuse (Lunéville, 10 oktober 1711 - Brussel, 3 mei 1793), bekend als Madame de Meuse, was de koninklijke minnares van de landvoogd van de Oostenrijkse Nederlanden, Karel van Lorreinen. 

## Leven
Béatrice du Han de Martigny was de dochter van een hoveling in dienst van hertog Leopold van Lorreinen. Ze was nog een kind toen ze in 1720 met twee zussen naar Nijvel verhuisde om er kanunnikes te worden in de Sint-Gertrudisabdij. Na een zestal jaar keerde ze terug naar het hof van Lorreinen in Nancy en Lunéville, waar ze een liefdesrelatie kreeg met Karel van Lorreinen. Ingevolge de inlijving van het Lorreinen bij Frankrijk in 1736 verliet haar geliefde het hertogdom. Daarop trouwde ze in 1742 met markies François de Choiseul-Meuse (1716-1746), een kamerheer van koning Lodewijk XV. Haar echtgenoot was veelal op campagne door de Oostenrijkse Successieoorlog en stierf nauwelijks vier jaar later aan een geslachtsziekte. Zijn vrouw en kind moesten verder leven van een bescheiden pensioen. 
In 1760 voegde Madame de Meuse zich weer bij Karel van Lorreinen, die inmiddels landvoogd was van de Oostenrijkse Nederlanden en weduwnaar. Als minnares deelde ze zijn residenties in Brussel, Bergen en Mariemont. Aan het hof had ze een koele verstandhouding met Anne Charlotte van Lorreinen, de zus van Karel, die de rang van eerste dame hield.  
Na Karels dood in 1780 diende Madame de Meuse zich op last van keizer Jozef II in Bergen te installeren. Ze ontving er in 1789 de schrijver-bestuurder Gabriel Sénac de Meilhan en talrijke émigrés van de Franse Revolutie. Op haar beurt moest ze vluchten naar Aken, maar ze kwam in 1793 terug naar Brussel om te sterven.